# TAL2
TAL2‏ (TAL bHLH transcription factor 2) هوَ بروتين يُشَفر بواسطة جين TAL2 في الإنسان.